# 조일장
조일장(1990년 6월 20일 ~ )은 대한민국의 전직 스타크래프트, 스타크래프트 II 프로게이머이다. herO라는 아이디를 사용하며, 종족은 저그이다. 제8게임단 소속이었다. 현재 컨텐츠 팀인 콩두컴파니 소속이다.

## 개요
2007년 상반기 드래프트에서 STX SouL의 1차 지명으로 입단하였다.
바투 스타리그 08-09 시즌에 첫 진출하여 민찬기와 김택용을 꺾는 파란을 일으키며 16강에 진출하여 신상문, 서기수, 정명훈 조에서 재경기까지 펼치는 접전을 끝에 8강에 진출하여 같은 팀이었던 진영수를 2대1로 꺾어내서 생애 첫 4강에 진출했으나, 이제동에게 셧아웃을 당하며 차기 스타리그 16강 시드를 받는 것으로 끝나게 되었다. 그 이후로는 경기력이 떨어지고, 기량마저 떨어져서 그 이후로는 출전이 많이 뜸해졌다.
SK플래닛 스타크래프트 프로리그 시즌1에서도 한경기 출전에 그쳐서 은퇴한 것 아니냐는 말이 나왔지만, 은퇴가 아니라 2012년 5월 16일, 제8게임단으로 이적하게 되었다.
그러나 SK플래닛 스타크래프트 II 프로리그 시즌2 정규시즌 전패를 기록했고, 시즌 종료후 숙소를 나와 사실상 은퇴했다. 현재 아프리카 BJ로 활동중이다.
현재 BJ소닉이 운영하는 아이템베이 8차 소닉 스타리그에 출전하여 32강, 16강을 손쉽게 통과, 8강에서 진영화를 손쉽게 3-1로 꺾은 후 구성훈과 4강전을 맞이한다. 생애 첫 토너먼트 결승행을 위해 많은 준비를 하였음에도 불구하고 구성훈의 전략에 휘말리며 세트를 손쉽게 0-3으로 내주고 결승진출에 실패, 최호선과 3-4위전을 펼쳐서 1대2로 졌다.
2014년 1월부터 시작된 픽스 9차 소닉 스타리그에서는 32강 1차전부터 한상봉(1-2)한테 엘리를 당하며 패자전으로 떨어지는 곤욕을 치뤘지만 이후 박지호, 이예준을 차례로 꺾고 16강 진출에 성공했다. 16강에서는 죽음의 조로 진영화, 김현우, 염보성과 한조가 되어 고전할듯 싶었지만 김현우(2-1), 진영화를 눌러 조 1위로 8강에 진출하였고 이후 8강 윤찬희(3-2), 4강 진영화(3-1)를 만나 승승장구하며 첫 결승진출에 성공하였다. 결승에서 역대 최고의 프로토스 김택용을 상대로 2-3으로 아쉽게 패배하여 준우승에 머물렀지만 수준 높은 경기력으로 다섯 경기 모두 명경기를 연출하며 많은 스타1 팬들의 박수와 찬사를 받았다.
2015년 7월부터 열린 스베누 11차 소닉 스타리그 시즌 2에서는 박재현, 변형태를 이기고 16강 D조에 진출했다. 토스전이 강한 반면에 테저전과 동족전에서는 상대적으로 약세를 보일 것이라는 예상이 있었지만 구성훈, 임홍규, 김택용을 차례로 이기면서 모든 종족전에서 강세를 보이며 8강에 조 1위로 진출했다. 이 중에서 조 1, 2위를 가리는 자리였던 김택용과의 경기는 해설진과 관중들의 극찬을 받았다. 이후 8강에서는 윤찬희(3-0)를, 4강에서는 윤용태(3-1)를 꺾으면서 생애 두 번째 결승 진출에 성공했다. 결승에선 픽스 9차 소닉 스타리그에서 만났던 김택용과 대결을 펼쳤는데 당초에 밀릴 것이라는 예상을 깨고는 3대0으로 이기면서 생애 처음으로 스타리그 우승을 차지했다.
현존 최강으로 평가 받는 프로토스전에 비해 타종족전은 다소 아쉬운 모습을 종종 보여 팬들의 입에 오르내리고 있지만 소닉 스타리그 외 아프리카를 통해 진행되는 각종 온라인대회에서 기본 4강 이상의 성적을 기록하는 등 꾸준함을 유지하고 있고 현역 때와는 달리 리그에 특히 강한 면모를 보여주고 있다.
- 별명
  - 일짱곰 : 곰같이 생겼다하여 붙여진 별명 잘 보면 귀엽다고도 한다.
  - 코파는기계 : 김택용을 상대로 인상적으로 이긴 경기를 많이 보여주었다.
  - 조드라 : 특히 히드라를 잘 쓴다고 하여 붙여진 별명, 레어 단계에서의 히드라 운영이 강력하다.
  - 아프리카최고의인성BJ : 조일장의 인성은 염보성, 임홍규,김정우 비교될 정도로 유명하다. 웬만한 놀림,건빵(아프리카에서 별풍선을 쏘지 않은 사람)의 공격적인 언어에도 웬만하면 웃어 넘기며 스타 비제이중에 인성이 가장 좋기로 유명하다.

스타리그 시절에는 몰랐던 사람들이 아프리카 활동 후 팬이 된 경우도 많다.

## 수상 경력

### 스타크래프트
- 2005년 12월 대한민국 청소년 사이버 게임대전 중등부 8위
- 2006년 11월 제26회 커리지매치 입상
- 2007년 3월 제2회 KeSPA Cup 아마추어 입상
- 2008년 11월 곰TV TG삼보-인텔 클래식 2008 시즌2 32강
- 2009년 1월 로스트사가 MSL 2009 32강
- 2009년 3월 BATOO 스타리그 08~09 3위
- 2009년 4월 곰TV TG삼보-인텔 클래식 2008 시즌3 32강
- 2009년 3월 박카스 스타리그 2009 16강
- 2009년 10월 EVER 스타리그 2009 36강
- 2009년 12월 NATE MSL 2009 16강
- 2010년 2월 대한항공 스타리그 2010 Season 1 36강
- 2010년 7월 빅파일 MSL 2010 16강
- 2010년 10월 박카스 스타리그 2010 36강
- 2011년 4월 ABC마트 MSL 2011 16강
- 2011년 6월 진에어 스타리그 2011 24강
- 2013년 6월 아이템베이 8차 소닉 스타리그 4위
- 2014년 3월 픽스 9차 소닉 스타리그 준우승 (2:3 김택용)
- 2014년 9월 헝그리앱TV e스포츠 리그 스타크래프트 스페셜매치 3주차 준우승
- 2015년 1월 스베누 10차 소닉 스타리그 16강
- 2015년 2월 헝그리앱 스타즈 리그 위드 콩두 4위
- 2015년 4월 템트스 스마트컴배 스타리그 준결승 진출
- 2015년 8월 스베누 11차 소닉 스타리그 우승 (3:0 김택용)
- 2015년 11월 VANT 36.5 대국민 스타리그 32강

### 스타크래프트 II
- 2012년 9월 핫식스 2012 글로벌 스타크래프트 II 리그 시즌 4 Code A 48강